# Agostino Tassi
Agostino Tassi, nato Agostino Buonamici (Ponzano Romano, 22 gennaio 1580 – Roma, 12 marzo 1644), è stato un pittore italiano, tardo manierista, influenzato dall'arte nordica di Matthijs Bril e Adam Elsheimer. Fu condannato per lo stupro di Artemisia Gentileschi.

## Biografia
In giovanissima età arrivò a Roma ed entrò come paggio al servizio del marchese Tassi, del quale poi assunse il cognome. Lavorò inizialmente in Toscana (1594-1608) e in seguito a Genova, dove lavorò ad affrescare il Palazzo Spinola. 
Si sa che lavorò molto nell'abbellire con i suoi affreschi e graffiti le facciate di palazzi e di porte cittadine della neonata città di Livorno (1606-1615). 
Si hanno pochissime altre notizie sui primi quindici anni della sua attività di pittore, mentre al contrario gli anni dal 1615 al 1625 sono i più documentati.
Dal 1610 si trasferì definitivamente a Roma, dove fu molto attivo come quadraturista e paesaggista: alla sua bottega si formarono Viviano Codazzi, Costanzo de Peris e Claude Lorrain. Fu intimo di Orazio Gentileschi e della figlia Artemisia. Nella maturità si avvicinò al classicismo carraccesco del Domenichino.
Tra le sue opere, vi sono numerosi interventi per la decorazione di diversi palazzi e ville di Roma e dintorni (Casino Ludovisi, Quirinale, palazzo Pamphili, Palazzo Lancellotti), e palazzo Rospigliosi nel quale il Cardinale Scipione Caffarelli-Borghese gli aveva affidato la decorazione a fresco del Casino delle Muse, insieme a Gentileschi.
Tra i suoi allievi si può citare Giovanni Battista Primi.

### Lo stupro

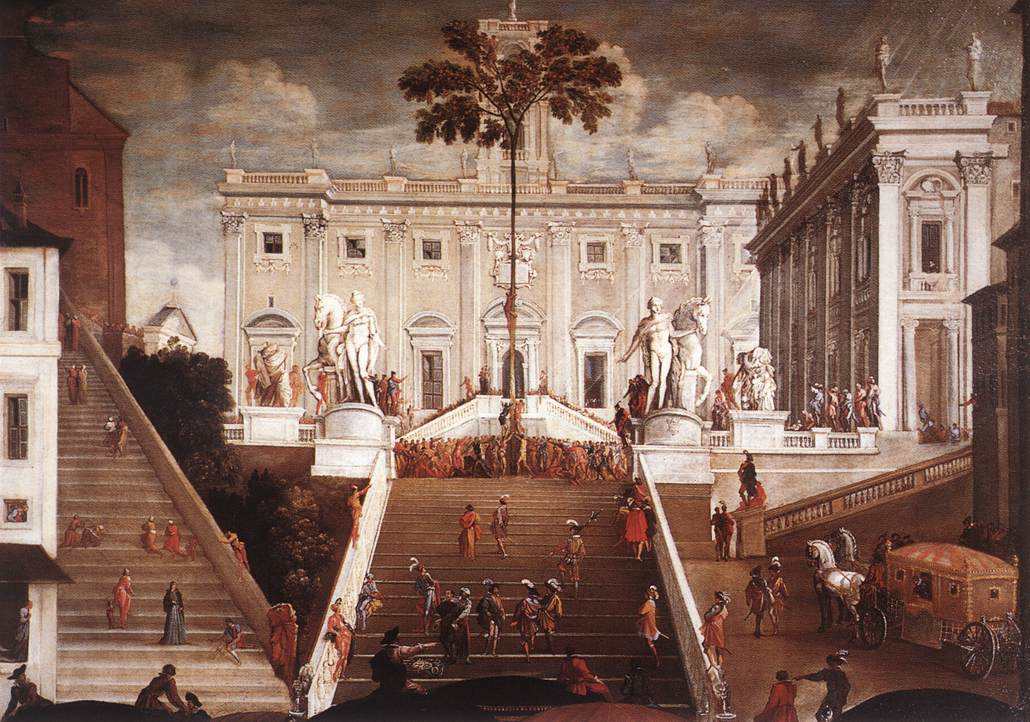
Agostino Tassi, Competizione sul colle Capitolino Musei Capitolini

Nel febbraio 1612, mentre Orazio Gentileschi e Agostino Tassi stavano lavorando alla decorazione del Casino delle Muse, che li impegnò dal settembre 1611 all'aprile 1612, Tassi venne accusato di aver stuprato Artemisia Gentileschi nel maggio 1611. Agostino Tassi venne infine condannato per lo stupro, la corruzione dei testimoni e la diffamazione di Orazio Gentileschi nel novembre 1612; su propria scelta, si esiliò da Roma anche se non scontò mai effettivamente la pena.

## Opere
- La pesca miracolosa, olio su tela, 97 x 71 cm, Collezione privata, Milano